# Flora of North America
Flora of North America North of Mexico és sobre la Flora d'Amèrica del Nord i és una obra que conté diversos volums que s'han publicat contínuament des de 1993. L'editor és Flora of North America Editorial Committee.
L'obra completa hauria de comprendre 30 volums, el 2011 ja s'han publicat 16 volums. Més de 800 autors recopilen coneixements sobre totes les plantes al nord de Mèxic, inclosos Saint-Pierre i Miquelon i Groenlàndia. Serà una plataforma de treball basada en web, utilitzat the FNA Internet Information Service (FNA IIS). Es processen diverses famílies de plantes per banda. A més de la versió impresa, tota la informació es publica textualment a Internet. Un cop finalitzat, el projecte haurà catalogat més de 20.000 plantes vasculars i molses, aproximadament el 7% del nombre total d'espècies al món.

## Història del projecte
Ja el 1964, els botànics estatunidencs, esperonats per l'anunci que el volum 1 de Flora Europaea estava a punt de publicar-se, van veure la necessitat d'un projecte botànic integral per a Amèrica del Nord. L'agost de 1964, el Consell de l'American Society of Plant Taxonomists (ASPT) va nomenar un comitè per examinar la viabilitat d'una flora d'Amèrica del Nord. Sota la presidència de Robert Folger Thorne, el comitè d'uns 25 botànics interessats es va reunir a Washington, D.C. el maig de 1966 i va arribar a la conclusió que la creació de la Flora of North America seria desitjable i factible. La resposta a la petició de Thorne de molts altres botànics d'implicar-se en el projecte va ser positiva.
Després de sis anys de planificació, el projecte començaria a la tardor del 1972. La National Science Foundation (NSF) va fer que el seu suport depengués de la voluntat de l'Smithsonian Institution d'augmentar el finançament d'any en any. Després de l'escrutini, l'Smithsonian Institution va decidir que no estava disposada a fer aquesta garantia tret que el Congrés, al seu torn, garantís el patrocini de la institució cada any. La National Science Foundation va retirar el seu suport i el projecte es va suspendre l'estiu de 1973. Els intents de revifar el projecte van fracassar.
A la primavera de 1982, 22 botànics dels Estats Units i Canadà es van reunir al Missouri Botanical Garden per discutir una proposta del Hunt Institute for Botanical Documentation i el Museu Carnegie per crear la Flora of North America. El mateix any, va passar la Canadian Botanical Association/L'Association Botanique du Canada va emetre una resolució de suport al projecte. En la reunió anual de l'agost de 1983, la Societat Americana de Taxonomistes de les Plantes va aprovar una resolució que reafirmava el seu compromís amb la creació d’aquest treball. Després que es van afegir més fons de tercers entre el 1983 i el 1987, el projecte va rebre el suport sense reserves de les institucions participants.

## Contingut
Es registren diverses dades per a cada espècie de planta i es comparen i complementen un equip internacional amb bibliografia i herbaris existents. Es registra la informació següent, per exemple:
- Nom científic i comú
- Classificació categòrica
- Funcions i claus dicotòmiques
- Mapes de distribució
- Il·lustracions i fotos
- Nombres de cromosomes
- Fenologia
- Etnobotànica en medicina o com a planta útil
- Toxicitat

## Volums publicats
- Flora of North America Editorial Committee (Hrsg.): Flora of North America North of Mexico, Volume 1: Introduction. Oxford University Press, New York 1993, ISBN 0-19-505713-9.
- Flora of North America Editorial Committee (Hrsg.): Flora of North America North of Mexico, Volume 2: Pteridophytes and Gymnosperms. Oxford University Press, New York 1993, ISBN 0-19-508242-7.
- Flora of North America Editorial Committee (Hrsg.): Flora of North America North of Mexico, Volume 3: Magnoliidae and Hamamelidae. Oxford University Press, New York u. a. 1997, ISBN 0-19-511246-6.
- Flora of North America Editorial Committee (Hrsg.): Flora of North America North of Mexico, Volume 4: Magnoliophyta: Caryophyllidae, part 1. Oxford University Press, New York u. a. 2003, ISBN 0-19-517389-9.
- Flora of North America Editorial Committee (Hrsg.): Flora of North America North of Mexico, Volume 5: Magnoliophyta: Caryophyllidae, part 2. Oxford University Press, New York u. a. 2005, ISBN 0-19-522211-3.
- Flora of North America Editorial Committee (Hrsg.): Flora of North America North of Mexico, Volume 6: Magnoliophyta: Cucurbitaceae to Droserceae. Oxford University Press, New York u. a. 2015, ISBN 978-0-19-534027-3.
- Flora of North America Editorial Committee (Hrsg.): Flora of North America North of Mexico, Volume 7: Magnoliophyta: Salicaceae to Brassicaceae. Oxford University Press, New York u. a. 2010, ISBN 978-0-19-531822-7.
- Flora of North America Editorial Committee (Hrsg.): Flora of North America North of Mexico, Volume 8: Paeoniaceae to Ericaceae. Oxford University Press, New York u. a. 2009, ISBN 978-0-19-534026-6.
- Flora of North America Editorial Committee (Hrsg.): Flora of North America North of Mexico, Volume 19: Magnoliophyta: Asteridae (in part): Asteraceae, part 1. Oxford University Press, New York u. a. 2006, ISBN 0-19-530563-9.
- Flora of North America Editorial Committee (Hrsg.): Flora of North America North of Mexico, Volume 20: Magnoliophyta: Asteridae (in part): Asteraceae, part 2. Oxford University Press, New York u. a. 2006, ISBN 0-19-530564-7.
- Flora of North America Editorial Committee (Hrsg.): Flora of North America North of Mexico, Volume 21: Magnoliophyta: Asteridae (in part): Asteraceae, part 3. Oxford University Press, New York u. a. 2006, ISBN 0-19-530565-5.
- Flora of North America Editorial Committee (Hrsg.): Flora of North America North of Mexico, Volume 22: Magnoliophyta: Alismatidae, Arecidae, Commelinidae (in part), and Zingiberidae. Oxford University Press, New York u. a. 2000, ISBN 0-19-513729-9.
- Flora of North America Editorial Committee (Hrsg.): Flora of North America North of Mexico, Volume 23: Magnoliophyta: Commelinidae (in part): Cyperaceae. Oxford University Press, New York u. a. 2002, ISBN 0-19-515207-7.
- Flora of North America Editorial Committee (Hrsg.): Flora of North America North of Mexico, Volume 24: Magnoliophyta: Commelinidae (in part): Poaceae (part 1). Oxford University Press, New York u. a. 2007, ISBN 978-0-19-531071-9.
- Flora of North America Editorial Committee (Hrsg.): Flora of North America North of Mexico, Volume 25: Magnoliophyta: Commelinidae (in part): Poaceae (part 2). Oxford University Press, New York u. a. 2003, ISBN 0-19-516748-1.
- Flora of North America Editorial Committee (Hrsg.): Flora of North America North of Mexico, Volume 26: Magnoliophyta: Liliidae: Liliales and Orchidales. Oxford University Press, New York u. a. 2002, ISBN 0-19-515208-5.
- Flora of North America Editorial Committee (Hrsg.): Flora of North America North of Mexico, Volume 27: Bryophyta, Part 1. Oxford University Press, New York u. a. 2007, ISBN 0-19-531823-4.
- Flora of North America Editorial Committee (Hrsg.): Flora of North America North of Mexico, Volume 28: Bryophyta, Part 2. Oxford University Press, New York u. a. 2014, ISBN 978-0-19-020275-0.